# 有界級数空間
数学の函数解析学の分野における有界級数（ゆうかいきゅうすう、英: bounded series）の空間 bs は、その部分和（series; 有限級数）の列が有界 (bounded) となるような実または複素無限数列全体の成す数列空間として {\displaystyle {\mathit {bs}}:=\left\{x=(x_{n}):\|x\|_{\mathit {bs}}=\sup _{n}\left|\sum _{i=1}^{n}x_{i}\right|<\infty \right\}} で与えられる。この空間 bs は項ごとの和とスカラー倍に関してベクトル空間を成し、ノルム ‖ • ‖bs を与えてノルム空間の構造を持つ。さらに bs はこのノルムの誘導する距離に関して完備、従ってバナッハ空間となる。
bs の部分空間として、収斂級数 (convergent series) の空間 csは、その和（無限級数）が収斂（条件収斂でもよい）する無限数列全体の成す数列空間 {\displaystyle {\mathit {cs}}:=\left\{x=(x_{n})\in {\mathit {bs}}:\sum _{i=1}^{\infty }x_{i}<\infty \right\}} を言う。cs は、バナッハ空間 bs の（ノルム ‖ • ‖bs に関する）閉部分空間となるから、それ自身バナッハ空間を成す。
空間 bs は有界数列の空間 ℓ∞ に、写像 {\displaystyle T\colon (x_{1},x_{2},\ldots )\mapsto (x_{1},x_{1}+x_{2},x_{1}+x_{2}+x_{3},\ldots )} を通じて等距同型であり、さらに同じ写像 T によって cs は収斂数列の空間 c に等距同型となる。